# Elecciones generales de Japón de 2014
Las 47ª elecciones a la Cámara de Representantes (第47回衆議院議員総選挙 Dai-yonjūnanakai Shugiin-giin sōsenkyo?) de Japón se realizaron el 14 de noviembre de 2014. En estas elecciones se renovó totalmente la Cámara Baja de la Dieta de Japón. Esta elección se da luego de la renuncia del gabinete, por lo que en la primera sesión de la Cámara Baja luego de las elecciones, se escogerá al primer ministro en la Dieta, y se realizará el nombramiento del nuevo gabinete (inclusive si los mismos ministros son reasignados).
Shinzo Abe, actual primer ministro, decidió la disolución anticipada de la Cámara de Representantes el 21 de noviembre de 2014, ante la recesión económica en que se encuentra Japón, y por la postergación de la subida de impuestos que estaban planeados dentro de su reforma económica. A pesar de ello, Abe mantiene una fuerte popularidad y la oposición se encuentra fragmentada y debilitada con diversos partidos de reciente formación, pero de escaso peso político.

## Contexto electoral
Las elecciones anticipadas fueron promovidas por el primer ministro Shinzo Abe como una consulta sobre las políticas económicas que quiere llevar a cabo en el país.
Estas políticas son apodadas "Abenomics" en medios anglosajones o "Abenomía" en medios hispanos, que se basan en los estímulos fiscales, la flexibilización monetaria y una importante inversión pública en sectores estratégicos.

## Encuestas
(Fuente: NHK)
| Fecha             |       |       |      |      |      |      |      |      |      |      |      |      |      |             |           |      |
| PLD               | PDJ   | PRJ   | PFG  | NK   | MT   | PVP  | PCJ  | PSD  | VV   | NPR  | PU   | PIJ  | Otro | Sin partido | Indecisos |      |
| 5-7 de diciembre  | 38.1% | 11.7% |      | 0.1% | 5.9% |      | 0.3% | 4.3% | 0.9% |      | 0.0% |      | 3.7% | 0.1%        | 26.3%     | 8.5% |
| 7-9 de noviembre  | 36.6% | 7.9%  |      | 0.2% | 2.2% | 0.0% | 0.0% | 3.5% | 0.6% |      |      |      | 1.2% | 0.1%        | 40.0%     | 7.7% |
| 11-13 de octubre  | 40.2% | 5.6%  |      | 0.1% | 4.1% | 0.5% | 0.1% | 3.3% | 0.9% |      |      |      | 1.4% | 0.1%        | 35.0%     | 8.8% |
| 5-7 de septiembre | 40.4% | 5.4%  | 0.7% | 0.1% | 4.3% | 0.0% | 0.2% | 3.3% | 0.5% |      |      | 0.1% |      | 0.4%        | 36.9%     | 7.8% |
| 8-10 de agosto    | 36.7% | 6.4%  | 1.0% | 0.3% | 3.0% | 0.2% | 0.3% | 3.2% | 0.7% |      |      | 0.0% |      | 0.0%        | 39.4%     | 8.8% |
| 11-13 de julio    | 34.3% | 4.8%  | 1.7% |      | 3.6% | 0.5% | 0.3% | 3.4% | 0.9% |      |      | 0.1% |      | 0.3%        | 42.5%     | 7.6% |
| 6-8 de junio      | 36.9% | 5.1%  | 1.1% |      | 4.0% | 0.4% | 0.1% | 2.8% | 0.6% |      |      | 0.0% |      | 0.1%        | 42.4%     | 6.7% |
| 9-11 de mayo      | 41.4% | 5.6%  | 1.1% |      | 3.7% | 0.2% | 0.3% | 2.4% | 0.9% |      |      | 0.2% |      | 0.1%        | 37.2%     | 6.9% |
| 11-13 de abril    | 38.1% | 7.4%  | 1.3% |      | 3.4% | 0.9% | 0.2% | 3.6% | 0.6% |      |      | 0.1% |      | 0.2%        | 37.2%     | 5.2% |
| 7-9 de marzo      | 38.7% | 6.5%  | 1.1% |      | 2.2% | 0.8% | 0.1% | 3.3% | 0.8% |      |      | 0.4% |      | 0.1%        | 40.0%     | 5.2% |
| 7-9 de febrero    | 36.2% | 5.8%  | 1.3% |      | 3.9% | 1.1% | 0.3% | 3.3% | 1.4% |      |      | 0.5% |      | 0.2%        | 41.0%     | 5.2% |
| 11-13 de enero    | 40.4% | 5.8%  | 1.6% |      | 2.8% | 0.8% | 0.1% | 1.6% | 0.7% |      |      | 0.1% |      | 0.3%        | 40.3%     | 5.5% |
| 2014              |       |       |      |      |      |      |      |      |      |      |      |      |      |             |           |      |
| 6-8 de diciembre  | 36.7% | 7.8%  | 2.1% |      | 2.8% | 1.2% | 0.2% | 3.1% | 0.6% |      |      |      |      | 0.0%        | 38.7%     | 6.8% |
| 8-10 de noviembre | 41.9% | 5.2%  | 1.8% |      | 4.4% | 1.9% | 0.3% | 3.3% | 0.4% |      |      |      |      | 0.3%        | 35.1%     | 5.6% |
| 12-14 de octubre  | 36.1% | 5.2%  | 2.1% |      | 3.8% | 1.2% | 0.2% | 4.0% | 0.5% |      |      |      |      | 0.3%        | 41.8%     | 4.9% |
| 6-8 de septiembre | 40.3% | 5.5%  | 2.2% |      | 4.4% | 2.1% | 0.0% | 3.2% | 0.7% |      |      |      |      | 0.2%        | 34.6%     | 6.8% |
| 9-11 de agosto    | 37.9% | 7.3%  | 4.6% |      | 4.6% | 3.2% | 0.2% | 3.5% | 0.8% |      |      |      |      | 0.9%        | 30.8%     | 6.2% |
| 5-7 de julio      | 42.5% | 8.0%  | 2.7% |      | 5.3% | 3.1% | 0.5% | 3.7% | 0.9% | 0.1% | 0.0% |      |      | 0.3%        | 24.5%     | 8.4% |
| 7-9 de junio      | 41.7% | 5.8%  | 1.5% |      | 5.1% | 1.5% | 0.1% | 2.2% | 0.4% | 0.0% | 0.0% |      |      | 0.2%        | 34.6%     | 7.0% |
| 10-12 de mayo     | 43.4% | 5.3%  | 2.4% |      | 3.7% | 2.3% | 0.3% | 2.0% | 1.1% | 0.0% | 0.0% |      |      | 0.1%        | 33.3%     | 6.1% |
| 5-7 abril         | 43.6% | 6.1%  | 2.1% |      | 3.7% | 1.3% | 0.4% | 2.0% | 0.7% | 0.0% | 0.0% |      |      | 0.1%        | 34.5%     | 5.6% |
| 8-10 de marzo     | 40.1% | 7.0%  | 3.9% |      | 4.4% | 3.1% | 0.3% | 2.1% | 0.6% | 0.0% | 0.0% |      |      | 0.1%        | 31.8%     | 6.6% |
| 10-12 de febrero  | 40.4% | 7.0%  | 5.3% |      | 3.1% | 2.6% | 0.3% | 2.1% | 0.8% | 0.1% | 0.0% |      |      | 0.3%        | 31.7%     | 6.3% |
| 12–14 de enero    | 37.8% | 7.6%  | 6.5% |      | 4.0% | 3.7% | 0.5% | 2.7% | 0.8% | 0.0% | 0.0% |      |      | 0.3%        | 30.8%     | 5.4% |
| 2013              |       |       |      |      |      |      |      |      |      |      |      |      |      |             |           |      |

## Lista de candidatos
| Partido | Partido                                   | Distrito uninominal | Distrito uninominal | Distrito uninominal | Distrito uninominal | Proporcional | Proporcional | Proporcional | Proporcional | Redundante | Redundante | Redundante | Redundante | Total    | Total   | Total | Total    |
| Partido | Partido                                   | Anterior            | Antiguo             | Nuevo               | Subtotal            | Anterior     | Antiguo      | Nuevo        | Subtotal     | Anterior   | Antiguo    | Nuevo      | Subtotal   | Anterior | Antiguo | Nuevo | Subtotal |
| ------- | ----------------------------------------- | ------------------- | ------------------- | ------------------- | ------------------- | ------------ | ------------ | ------------ | ------------ | ---------- | ---------- | ---------- | ---------- | -------- | ------- | ----- | -------- |
|         | Partido Liberal Democrático               | 267                 | 2                   | 14                  | 283                 | 277          | 6            | 58           | 341          | 256        | 2          | 14         | 272        | 288      | 6       | 58    | 352      |
|         | Partido Democrático                       | 61                  | 78                  | 39                  | 178                 | 61           | 83           | 53           | 197          | 60         | 78         | 39         | 177        | 62       | 83      | 53    | 198      |
|         | Partido de la Innovación                  | 39                  | 10                  | 28                  | 77                  | 40           | 12           | 31           | 83           | 38         | 10         | 28         | 76         | 41       | 12      | 31    | 84       |
|         | Nuevo Komeito                             | 9                   | 0                   | 0                   | 9                   | 22           | 0            | 20           | 42           | 0          | 0          | 0          | 0          | 31       | 0       | 20    | 51       |
|         | Partido para las Futuras Generaciones     | 16                  | 2                   | 21                  | 39                  | 18           | 2            | 25           | 45           | 15         | 2          | 19         | 36         | 19       | 2       | 27    | 48       |
|         | Partido Comunista de Japón                | 2                   | 1                   | 289                 | 292                 | 7            | 1            | 34           | 42           | 2          | 1          | 16         | 19         | 7        | 1       | 307   | 315      |
|         | Partido de la Vida de las Personas        | 5                   | 4                   | 4                   | 13                  | 5            | 9            | 5            | 19           | 5          | 4          | 3          | 12         | 5        | 9       | 6     | 20       |
|         | Partido Socialdemócrata                   | 2                   | 1                   | 15                  | 18                  | 2            | 1            | 21           | 24           | 2          | 1          | 14         | 17         | 2        | 1       | 22    | 25       |
|         | Shinto Kaikaku                            | 0                   | 0                   | 0                   | 0                   | 0            | 0            | 4            | 4            | 0          | 0          | 0          | 0          | 0        | 0       | 4     | 4        |
|         | Partido de la Realización de la Felicidad | 0                   | 0                   | 0                   | 0                   | 0            | 0            | 42           | 42           | 0          | 0          | 0          | 0          | 0        | 0       | 42    | 42       |
|         | Sin apoyo partidista                      | 0                   | 0                   | 0                   | 0                   | 0            | 0            | 2            | 2            | 0          | 0          | 0          | 0          | 0        | 0       | 2     | 2        |
|         | Partido de la Comunidad Económica Mundial | 0                   | 0                   | 1                   | 1                   | 0            | 0            | 0            | 0            | 0          | 0          | 0          | 0          | 0        | 0       | 1     | 1        |
|         | Katsuko Inumaru y Partido Republicano     | 0                   | 0                   | 1                   | 1                   | 0            | 0            | 0            | 0            | 0          | 0          | 0          | 0          | 0        | 0       | 1     | 1        |
|         | Genzei Nippon                             | 0                   | 0                   | 2                   | 2                   | 0            | 0            | 0            | 0            | 0          | 0          | 0          | 0          | 0        | 0       | 2     | 2        |
|         | Mirai-tō                                  | 0                   | 0                   | 1                   | 1                   | 0            | 0            | 0            | 0            | 0          | 0          | 0          | 0          | 0        | 0       | 1     | 1        |
|         | Independiente                             | 16                  | 3                   | 26                  | 45                  | 0            | 0            | 0            | 0            | 0          | 0          | 0          | 0          | 16       | 3       | 26    | 45       |
| 計      | 計                                        | 417                 | 101                 | 441                 | 959                 | 432          | 120          | 289          | 841          | 378        | 98         | 133        | 609        | 471      | 117     | 603   | 1191     |

## Resultados
|  | 33.11 % |

|  | 48.10 % |

|  | 13.71 % |

|  | 1.45 % |

|  | 46.82 % |

|  | 49.55 % |

|  | 18.33 % |

|  | 22.51 % |

|  | 15.72 % |

|  | 8.16 % |

|  | 11.37 % |

|  | 13.30 % |

|  | 2.85 % |

|  | 2.65 % |

|  | 1.79 % |

|  | 2.46 % |

|  | 0.79 % |

|  | 1.93 % |

|  | 0.97 % |

|  | 0.49 % |

|  | 0.20 % |

|  | 0.03 % |

|  | 0.06 % |

|  | 0.01 % |

|  | 0.01 % |

|  | 0.00 % |